# Croix de Gay
La Croix de Gay est une croix de carrefour située sur la commune de Pomerol, dans le département de la Gironde, en France.

## Localisation
La croix située à l'intersection de la route de Saint-Jacques-de-Compostelle (D245) et le Chemin de Chantecaille dans la commune de Pomerol.

## Historique
Sur le chemin de Saint-Jacques de Compostelle, la route de Saint-Émilion à Lalande de Pomerol est jalonnée de croix de carrefour, dont cinq sont situées dans les communes de Lalande et de Pomerol.
La croix de Gay est destinée à marquer les limites d'une paroisse et de ses différents hameaux.
Elle est composée de larges branches et d'un fût, taillés dans un seul bloc de pierre et elle prend la forme d'une croix de Malte, emblème des Hospitaliers en 1530.
L'ordre de Saint-Jean de Jérusalem s'établit dans le Libournais au début du XIIe siècle où il fonde plusieurs commanderies, dont celles de Pomerol et de Lalande. En 1530 Charles Quint donne l'île de Malte aux Hospitaliers.
La croix de Gay a été inscrite au titre des monuments historiques par arrêté du 2 juillet 1987.